# Rom (Morsbach)
Rom ist ein Ortsteil von Morsbach im Oberbergischen Kreis im südlichen Nordrhein-Westfalen innerhalb des Regierungsbezirks Köln.

## Lage und Beschreibung
Rom ist ein kleiner Ort in der Nähe von Lichtenberg. Er hat 8 ständige Einwohner. Dazu kommen etwa ein halbes Dutzend bewohnte Wochenendhäuser. Zunächst bestand der Ort nur aus einem Schweinezuchtbetrieb des sogenannten „Schweinepapstes“. Später wurden ein großes Ausflugslokal und in den 1960er Jahren einige Wochenendhäuser errichtet.
Benachbarte Ortsteile sind Springe im Norden, Wendershagen im Nordosten, Ortseifen im Süden und Lichtenberg im Westen.
Oberhalb von Rom existiert ein Skilift, der vom Gastwirt des Ausflugslokals betrieben wird.

## Gewässer
An Rom vorbei verläuft der Römerbach, von dem sich der Name des Ortes herleitet. Der Römer Weiher dient vielen Anwohnern als Badegelegenheit und in der Vergangenheit der Schwimmausbildung der umliegenden Ortschaften.

## Geschichte
1429 wurde der Ort das erste Mal urkundlich erwähnt und zwar „Johan von Ditzenhausen kauft u. a. Teil zu Rome“.

Heinrich-Kapelle in Rom
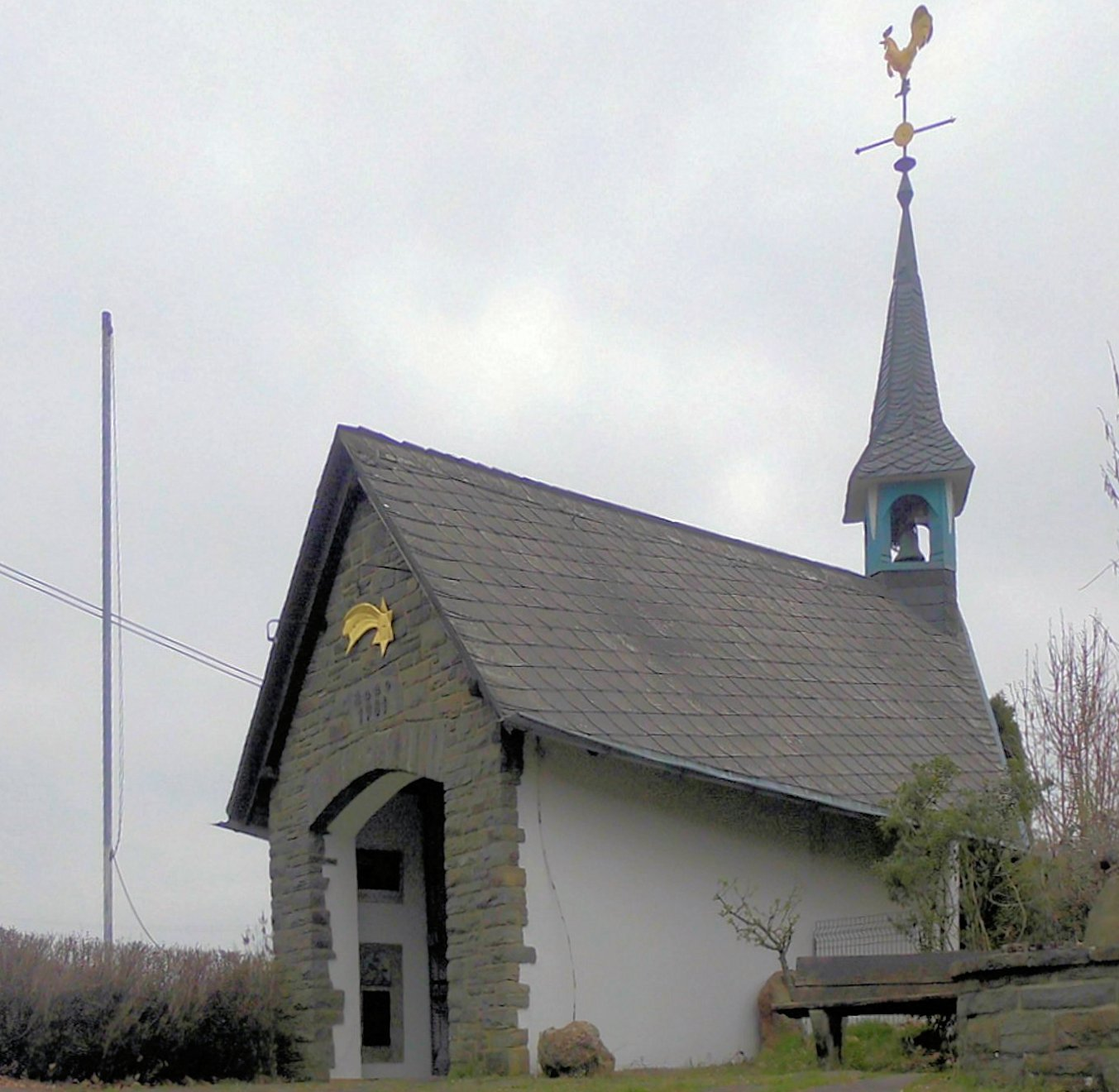
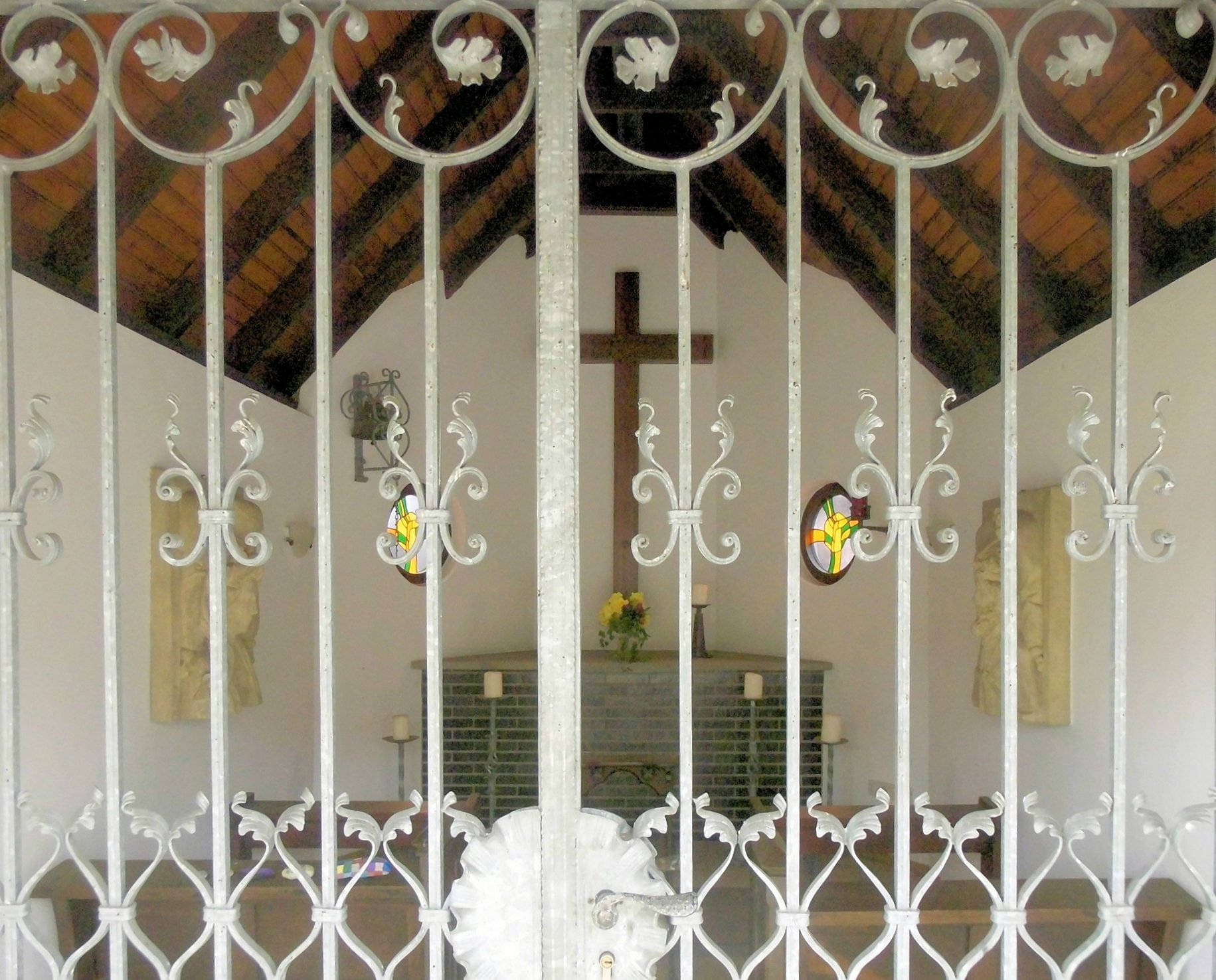